# Philippe Verdelot
Philippe Verdelot (Les Loges, 1480-1485 circa – 1552?) è stato un compositore francese del rinascimento che passò molti anni della sua vita in Italia.

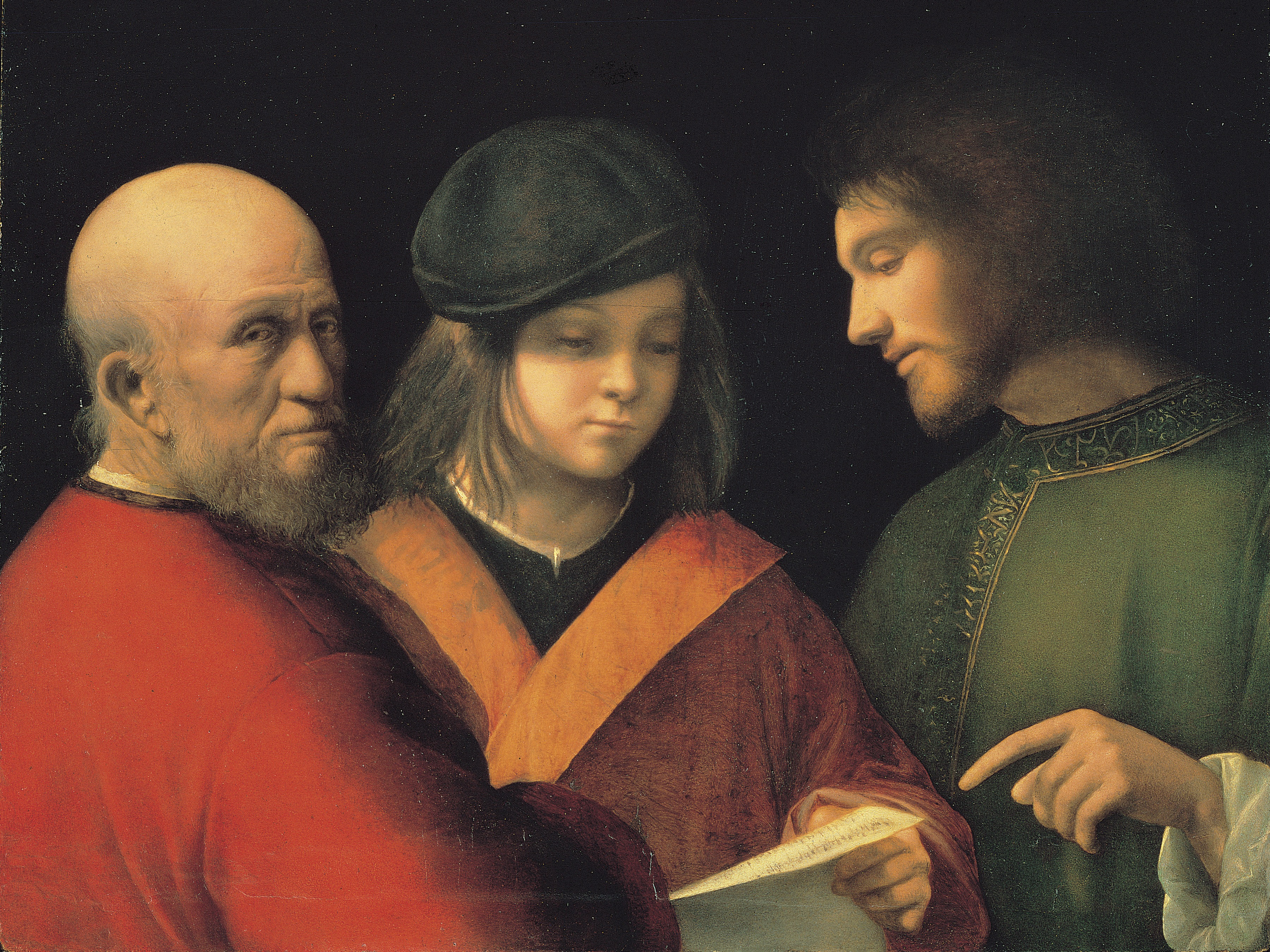
Giorgione, Le tre età dell'uomo, il giovane a destra è il presunto ritratto di Verdelot

Egli è considerato uno dei padri del madrigale italiano. Fu inoltre uno dei maggiori musicisti di Firenze all'epoca dei Medici.

## Biografia
Philippe Verdelot nacque forse a Les Loges, località del comune di Verdelot nella Seine-et-Marne, anche se non esiste nessun documento che possa confermarlo. Non si hanno notizie su i primi anni della sua vita. Egli arrivò in Italia, probabilmente, in giovane età e passò i primi vent'anni del XVI secolo nell'Italia del nord e probabilmente a Venezia. Un dipinto del 1511 descritto dal Vasari ma mai identificato, secondo alcuni musicologi, raffigurerebbe Verdelot a Venezia con un cantante italiano.
Verdelot fu maestro di cappella al battistero di San Giovanni a Firenze dal 1523 al 1525 e contemporaneamente impiegato presso la chiesa di Santa Maria del Fiore dal 1523 al 1527.
Nel 1526 collaborò con Niccolò Machiavelli nella messa in scena della famosa commedia La Mandragola. L'opera era stata scritta nel 1518 ma la rappresentazione del 1526 fu fatta in onore di Papa Clemente VII della famiglia de' Medici.
Machiavelli e Verdelot furono espulsi da Firenze dai Medici, in quanto simpatizzanti della Repubblica Fiorentina avversaria dei Medici. Quest'ultimo comunque si tenne equidistante dalle due fazioni allo scopo di non inimicarsene alcuna. Le numerose composizioni che Verdelot scrisse per le liriche di Machiavelli, chiamate canzoni, furono i primi esempi di madrigale.
Oltre ad essere un simpatizzante della Repubblica Fiorentina, Verdelot fu verosimilmente un estimatore del martire Girolamo Savonarola. Questo è dimostrato da molti suoi lavori. Il suo lavoro In te domine speravi, è basato sull'ultimo salmo scritto dal Savonarola prima che fosse messo al rogo; l'uso del motivo più associato al monaco, Ecce quam bonum, divenne la canzone che unificò i suoi seguaci durante il suo conflitto finale e che appare nelle voci interne del mottetto di Verdelot Letamini in domino.
Si pensa che Verdelot possa essere stato ucciso nell'assedio di Firenze (1529 - 1530) o dalla contemporanea pestilenza che devastò la città, poiché non vi è evidenza del fatto che fosse ancora vivo dopo il 1530. Che lui fosse a Firenze durante l'assedio è documentato da uno dei suoi mottetti composto in quel periodo, Congregati sunt inimici nostri. In questo lavoro, i testi da Ecclesiasticus sono tessuti insieme con l'Antifona per la Pace Da pacem Domine, che è usato come un cantus firmus. 
Alcuni studiosi riferiscono che Verdelot era vivo fino a circa il 1540, basandosi su delle referenze ambigue ad eventi contemporanei nei suoi lavori pubblicati durante il periodo 1530-1540. Molti libri di madrigali pubblicati a Venezia intorno al 1540 includono suoi lavori; uno di questi libri è dedicato completamente a lui. Probabilmente Verdelot si trasferì a Venezia dopo l'assedio di Firenze per sfuggire al vendicativo e vittorioso de' Medici. Lo scrittore Ortenzo Landi scrisse che Verdelot morì entro il 1552.

## Musica e influenze
Verdelot, insieme a Costanzo Festa, è considerato il padre del madrigale, una forma vocale che emerse nel tardo 1520 da una convergenza di molti filoni musicali precedenti (incluso la frottola, la canzone, la lauda, ed anche del più serio mottetto). 
La maggior parte dei suoi madrigali sono a cinque o sei voci. 
I madrigali di Verdelot erano popolarissimi, come si può rilevare dalla frequenza di ristampe e dalla larga diffusione in tutta Europa nel XVI secolo. Verdelot compose anche mottetti e messe.

## Opere
- Primo libro de' madrigali a quattro voci, Venezia (1533)[2]